# Camarines Norte

Camarines Nortes läge i Filippinerna

Camarines Norte är en provins i Filippinerna som är belägen i Bikolregionen. Den har 525 700 invånare (2006) på en yta av 2 113 km². Administrativ huvudort är Daet.
Provinsen är indelad i 12 kommuner.